# Video Core Next
Video Core Next è il successore di Unified Video Decoder e Video Coding Engine che sono gli acceleratori hardware per codifica e decodifica video precedenti.
Video Core Next è un core hardware dedicato sul die del processore grafico.

## Supporto
Video Core Next supporta: decodifica MPEG2, decodifica MPEG4, decodifica VC-1, codifica/decodifica AVC H.264/MPEG-4, codifica/decodifica HEVC e decodifica VP9 . VCN 2.0 è implementato con i prodotti Navi e l'APU Renoir. Il set di funzionalità rimane lo stesso di VCN 1.0. VCN 3.0 è implementato con i prodotti Navi 2.In RDNA3 vengono aggiunti i codificatori e decodificatori AV1.
| IMPLEMENTAZIONE | H.262 (MPEG-2)           | MPEG-4     | VC-1 / WMV 9 | H.264 (MPEG-4 AVC)    | H.265 (HEVC)          | VP9             | AV1                 | JPEG       |
| --------------- | ------------------------ | ---------- | ------------ | --------------------- | --------------------- | --------------- | ------------------- | ---------- |
|                 | Decodifica               | Decodifica | Decodifica   | Decodifica / Codifica | Decodifica / Codifica | Decodifica      | Decodifica/Codifica | Decodifica |
| VCN 1.0         | Corvo, Picasso           | sì         | sì           | sì                    | sì                    | sì              | sì                  | No         |
| VCN 2.0         | Navi (RDNA1)             | sì         | sì           | sì                    | sì                    | sì              | sì                  | No         |
| VCN 2.2         | Renoir, Cézanne          | sì         | sì           | sì                    | sì                    | sì              | sì                  | No         |
| VCN 2.5         | Arturo                   | sì         | sì           | sì                    | sì                    | sì              | sì                  | No         |
| VCN 3.0         | Navi 2, Van Gogh (RDNA2) | sì         | sì           | sì                    | sì                    | Sì (decodifica) | Sì (decodifica)     | sì         |
| VCN 3.1         | Rembrandt (RDNA2)        | si         | si           | si                    | si                    | si              | si                  | si         |
| VCN 4.0         | RDNA3                    | sì         | si           | si                    | sì                    | sì              | sì                  | sì         |

## Altre Tecnologie Video
Nvidia
- Nvidia NVENC
- Nvidia NVDEC

Intel
- Intel Quick Sync Video

## Fonti, Riferimenti
1. VCN 4.0 Rdna3 :First Details About AMD’s Next Generation Video Engine Revealed  By Anton Shilov pubblicato il 4 maggio 2022 Tom's Hardware.
2. Le patch GPU AMD RDNA 3 “GFX11” abilitano il supporto VCN4 ma mancano di codifica AV1: Pubblicato il 4 maggio 2022 da greenluffa.com
3. Videocardz: AMD Navi 2X GPUs (RDNA2) to support AV1 decoding pubblicato il 15 settembre 2020 da videocardz.com

4. AMD RDNA3 ‘Radeon RX 7000’ GPUs To Support AV1 Encoding As Spotted In Patch pubblicato il 5 Maggio 2022 da Jason          R.Wilson           